# Gustav Fischer Verlag
Gustav Fischer Verlag est fondé à Iéna en 1878 en tant qu'éditeur scientifique allemand. En 2008, il célèbre son 130e anniversaire. Cet anniversaire coïncide avec le 450e anniversaire de l'Université Friedrich-Schiller d'Iéna et les événements liés à "Iéna - Cité des sciences 2008".

## Histoire

### 1877-1946
En 1877, Gustav Paul Danckert Fischer reprend l'actif de la faillite de la maison d'édition d'Iéna Hermann Dufft et poursuit l'activité à partir de 1878 sous le nom de Gustav Fischer Verlag "anciennement Friedrich Mauke". En 1880, la maison d'édition s'installe dans la maison d'édition de Villengang 2a et l'entrepôt de papier associé à Hainstrasse 1 (de) à Iéna.
En 1901, Gustav Paul Dankert Fischer adopte son neveu et futur successeur Gustav Adolf Fischer (1878-1946), qui rejoint la maison d'édition en 1905. Le fondateur Gustav Paul Dankert Fischer décède le 22 juillet 1910, quelques mois seulement après que sa femme Minna (née Des Arts, veuve Mauke morte le 27 février).
Pour marquer le 50e anniversaire de la maison d'édition, un catalogue de près de 1 000 pages est publié en 1928. En 1943, la fille de Gustav Adolf Fischer, Annelise von Lucius, rejoint la direction. Le 13 avril 1945, les troupes américaines occupent Iéna et, début juillet, elles livrent la ville aux troupes soviétiques. Les activités d'édition sont temporairement suspendues et reprennent à l'automne. En 1946, Annelise von Lucius reprend la direction de la maison d'édition après la mort de Gustav Adolf Fischer.

### 1948-1989
En 1948, le gendre de Gustav Adolf Fischer, August von Breitenbuch (né en 1900), fonde Piscator Verlag à Stuttgart après son retour de captivité américaine. Piscator Verlag Stuttgart et Gustav Fischer Verlag Iéna exposent ensemble pour la première fois à la Foire du livre de Francfort en 1950. Après l'expropriation de Jenaer Verlag en 1953, la direction déménage également à Stuttgart, tandis que Piscator Verlag est dissoute.
À partir de 1957, le site de Stuttgart existe parallèlement à la maison d'édition Gustav Fischer Verlag Iéna. D'abord installée au 36 de la Stafflenbergstraße, la maison d'édition s'installe à partir de 1969 dans le nouveau bâtiment de Wollgrasweg 49 à Stuttgart. En 1960, Bernd von Breitenbuch et Wulf-Dietrich von Lucius (de) rejoignent la maison d'édition en tant qu'associés. En 1976, la succursale "Gustav Fischer New York Inc." est créée.
En 1968, la série gft (=Gustav Fischer Taschenbücher) est publiée pour la première fois. En 1970, les Uni-Taschenbücher (de) (UTB) sont fondés avec la participation de Gustav Fischer Verlag.

### 1990-2008
Le 29 juin 1990, la maison d'édition Gustav Fischer Verlag est séparée du VEB Kombinat Volk und Gesundheit (de) et refondée sous le nom de Gustav Fischer Verlag GmbH.
En avril 1991, Wulf-Dietrich von Lucius et Bernd von Breitenbuch peuvent racheter Gustav Fischer Verlag à la fiducie et sont inscrits au registre du commerce en tant que directeurs généraux supplémentaires. Les maisons d'édition Gustav Fischer de Stuttgart et d'Iéna sont contractuellement liées et coordonnaient leurs programmes entre elles. En novembre 1992, le groupe d'édition Holtzbrinck reprend la majorité de Gustav Fischer Verlag. En octobre 1995, la maison d'édition Göcke & Evers est rachetée. Les livres sont publiés à Iéna.
En août 1996, les éditeurs Gustav Fischer Iéna, Gustav Fischer Verlag Stuttgart et Jungjohann-Verlagsgesellschaft Lübeck fusionnent pour former la Gustav Fischer Verwaltungsgesellschaft sous Holtzbrinck. Des changements structurels et programmatiques suivent. La division de médecine vétérinaire est vendue à Enke. En 1997, l'ensemble du programme de livres en biologie et médecine déménage à Stuttgart. La livraison de livres et de magazines à Iéna est reprise par le Service Fachverlagsgesellschaft (SFG) à Kusterdingen. La livraison de la revue et la gestion des abonnements sont restées un département de la SFG sur place à Iéna. Iéna devient le centre de compétence pour tous les magazines publiés par Gustav Fischer. Dans le même temps, l'expansion de l'activité magazine internationale commence avec la signature du contrat de gestion des abonnements et de publicité avec Stockton Press. L'entrée dans le commerce en ligne commence. En janvier 1998, il y a un échange de programme avec la société d'édition scientifique, qui apporte à l'éditeur quatre nouvelles revues rentables.
En 1999, les maisons d'édition Urban & Schwarzenberg et Gustav Fischer fusionnent pour former Urban & Fischer (de) Verlag. Les succursales sont situées à Munich et Iéna. En juin 1999, la maison d'édition Iéna déménage du vénérable bâtiment sur le Villengang au Löbdergraben. En janvier 2000, la distribution de magazines est réintégrée à Urban Fischer Verlag. À la fin de l'année 2000, les archives de la Villengang et de la Hainstrasse sont évacuées. L'ensemble des archives est donné aux Archives principales d'État de Weimar (de). En janvier 2002, les activités commerciales pour les éditeurs tiers sont élargies.
Le 1er janvier 2003, Holtzbrinck vend Urban & Fischer Verlag Munich et Iéna, SAV Heidelberg, SFG Kusterdingen et Rothacker München à Elsevier. Dans le cadre de ses objectifs stratégiques, Elsevier vend Rothacker en 2005 et SAV en 2007. Le 1er janvier 2007, le service de comptabilité d'Iéna est également fermé et le marketing des revues est repris par les collègues de Munich. En août 2007, sous la forme de l'"Agenda 2011", la direction formule l'objectif suivant : "Iéna sera transformée en un site de production pure". Comme il s'avère dès septembre, ce n'est qu'une préparation verbale pour le déroulement du transfert de la production des magazines à Amsterdam et Shannon/Irlande. Les premières informations officieuses sur la délocalisation de la production apparaissent à l'automne 2007 et sont confirmées officiellement le 14 janvier 2008.
Le 30 septembre 2008, les 130 ans d'histoire de la maison d'édition Gustav Fischer à Iéna prennent fin.

## Publications importantes de l'éditeur
- Rudolf Dittler (de), Georg Joos [u. a.] (Hrsg.): Handwörterbuch der Naturwissenschaften (de), 10 Bände, Verlag Gustav Fischer, Jena 1912–1915 (1. Auflage) / 1931–1935 (2. Auflage).
- Franz Xaver Bea, Erwin Dichtl, Marcell Schweitzer (Hrsg.): Allgemeine Betriebswirtschaftslehre. 3 Bände, Lucius & Lucius / Gustav Fischer Verlag, Jena / Stuttgart 1988.  (ISBN 3-437-40164-5).
- Wilhelm Seyffert: Lehrbuch der Genetik. Stuttgart: Gustav Fischer Verlag, 1998.  (ISBN 3-8274-0787-7)
- Harald Stümpke: Bau und Leben der Rhinogradentia (de). Gustav Fischer Verlag, Stuttgart 1961–1993.  (ISBN 3-437-30083-0).
- Eduard Strasburger (Begründer), Dietrich von Denffer (Neubearbeitung): Lehrbuch der Botanik. 31. Auflage, Gustav Fischer Verlag, Stuttgart 1978.  (ISBN 3-437-20140-9).
- Hermann Wurmbach (de): Lehrbuch der Zoologie. Band 1: Allgemeine Zoologie und Ökologie / Band 2: Spezielle Zoologie, Gustav Fischer Verlag, Stuttgart 1957 (Erstausgabe) bis 1971 (Band 2, Nachdruck, 2. Auflage).  (ISBN 3-437-20066-6).
- Roland C. Bittner (de), Reinhard Roßdeutscher: Leitfaden Radiologie. Urban & Fischer Verlag. Jena 1996.  (ISBN 3-437-41210-8).
- Johannes Gogolok, Rudolf Schuemer, Gerhard Ströhlein: Datenverarbeitung und statistische Auswertung mit SAS. SAS-Version 6. Gustav Fischer Verlag, Jena / Stuttgart, New York, NY 1992.  (ISBN 3-437-40223-4).